# Castellaccia
Castellaccia is een plaats (frazione) in de Italiaanse gemeente Gavorrano.